# Deutsche Feldhandball-Meisterschaft 1948 – Interzonenmeisterschaft
Die Deutsche Feldhandball-Meisterschaft 1948 wurde in einem interzonalen Endrundenturnier der stärksten Vereine der amerikanisch-britischen Bizone und West-Berlins ausgespielt, die teilnehmenden Vereine waren über regionale Qualifikationsspiele ermittelt worden.
Das Turnier wurde zwischen dem 30. Mai und dem 20. Juni 1948 durchgeführt. Ausrichter war der „Deutsche Arbeitsausschuss für Handball“ (DAH), die Vorläuferorganisation des Deutschen Handballbunds (DHB) und Nachfolger des „Deutschen Arbeitsausschusses für Handball in der Britischen Zone“, der ein Jahr zuvor die Deutsche Meisterschaft ausgerichtet hatte. Das Endspiel fand am 20. Juni vor 18.000 Zuschauern im Oberhausener Stadion Niederrhein statt.
Neuer Deutscher Meister wurde der THW Kiel (damals noch als TV Hassee-Winterbek), der das Endspiel gegen den SV Waldhof Mannheim mit 10:8 gewann.

## Modus
Die Mannschaften spielten die Meisterschaft in einer einfachen K.-o.-Runde aus. Die Siegermannschaften der Vorrunde ermittelten über ein Halbfinale die beiden Endspielteilnehmer; weitere Platzierungsspiele wurden nicht durchgeführt.
Die folgenden acht Vereine hatten sich über die regionalen Qualifikationsrunden zur Teilnahme am Endrundenturnier qualifiziert; die SG Dietzenbach rückte nach, nachdem die SG Haßloch, Sieger der Qualifikation in der Französischen Zone, keine Teilnahmegenehmigung erhalten hatte:
THW Kiel (Britische Besatzungszone)
Hamburger Turnerbund von 1862 (Britische Besatzungszone)
Fortuna 95 Düsseldorf (Britische Besatzungszone)
RSV Mülheim (Britische Besatzungszone, Titelverteidiger)
SV Waldhof Mannheim (Amerikanische Besatzungszone)
TC Frisch Auf Göppingen (Amerikanische Besatzungszone)
SG Dietzenbach (Amerikanische Besatzungszone)
SG Wilmersdorf (entspricht Berliner SV 1892; Berliner Meister, inoffizieller Deutscher Meister (Halle) 1948)
Bei Gleichstand nach regulärer Spielzeit war eine Verlängerung vorgesehen, um die Entscheidung herbeizuführen.

## Turnierverlauf
Die SG Dietzenbach, die nur durch die Verhinderung der SG Haßloch ins Teilnehmerfeld aufgerückt war, konnte sich im ersten Spiel gegen den Titelverteidiger RSV Mülheim durchsetzen, scheiterte dann aber im Halbfinale am THW Kiel. Die Kieler Mannschaft um Hein Dahlinger zeigte sich im Turnierverlauf ihren Gegnern durchweg überlegen, setzte sich im Finale – nach Problemen in der ersten Halbzeit (2:3) – schließlich auch gegen den Vorjahresfinalisten und Gewinner der Zonenmeisterschaft 1946, den SV Waldhof Mannheim, klar durch (Endstand 10:8) und wurde überlegen Deutscher Meister.

### Vorrunde
30. Mai
THW Kiel – SG Wilmersdorf: 12:4 (Spielort: Kiel)
SV 07 Waldhof Mannheim – Hamburger TB 1862: 6:5 (Spielort: Mannheim)
Fortuna 95 Düsseldorf – Frisch Auf Göppingen: 8:6 (nach Verlängerung; Spielort: Solingen)
SG Dietzenbach – RSV Mülheim: 9:6 (Spielort: Frankfurt)

### Halbfinale
14. Juni
THW Kiel – SG Dietzenbach: 12:7 (Spielort: Essen)
SV Waldhof Mannheim – Fortuna 95 Düsseldorf: 4:3 (Spielort: Kassel)

### Endspiel
20. Juni
THW Kiel – SV Waldhof Mannheim: 10:8 (Halbzeit: 2:3; Spielort: Oberhausen)

### Die Meistermannschaft
| THW Kiel | THW Kiel |
| -------- | --- |
|          | Helmut Wriedt, Heinrich Dahlinger, Kalli Feddern, Rolf Krabbenhöft, Kurt Ochs, Herbert Podolske, Herbert Rohwer, Theo Schwedler, Heinz-Georg Sievers, Fritz Westheider (Spielertrainer), Fritz Weßling |

## Meisterschaft der Französischen Zone
In der Französischen Besatzungszone hatte zuvor ebenfalls eine Meisterschaftsrunde stattgefunden. Im nördlichen Teil der Zone (Pfalz und südliches Rheinland) hatte sich der Pfälzer Meister SG Haßloch für das Endspiel qualifiziert, im südlichen Zonenteil (Württemberg-Hohenzollern und Südbaden) war der TSV Rot-Weiß Lörrach erfolgreich gewesen. Im abschließenden Vergleich der beiden Sieger-Mannschaften konnte Haßloch sich durchsetzen, nach einem Erfolg im Heimspiel reichte im Rückspiel vor 7.800 Zuschauern in Lörrach ein 11:11-Unentschieden zur Zonenmeisterschaft. Haßloch wäre damit eigentlich zur Teilnahme an der Endrunde zur Deutschen Meisterschaft qualifiziert gewesen. Anders als bei der (inoffiziellen) Hallenmeisterschaft 1948 im Februar in Bremen, als Haßloch anreisen durfte, bekamen die Mannschaften der Französischen Zone aber für die Feldhandball-Meisterschaft keine Teilnahmegenehmigung der Besatzungsbehörden.

### Ergebnisse
Finale nördlicher Teil (Pfalz und südl. Rheinland)
25. April (Hinspiel) / 2. Mai (Rückspiel)
SG Haßloch – GW Obermendig (? Gegner nicht sicher, Ergebnisse nicht bekannt): -:- / -:-
Finale südlicher Teil (Württemberg-Hohenzollern und Südbaden)
25. April (Hinspiel) / 2. Mai (Rückspiel)
Tübingen – TSV Rot-Weiß Lörrach: 6:8 / 4:7
Endspiele der Französischen Zone
9. Mai (Hinspiel) / 16. Mai (Rückspiel)
SG Haßloch – TSV Rot-Weiß Lörrach: 11:7 / 11:11